# Copa champañera

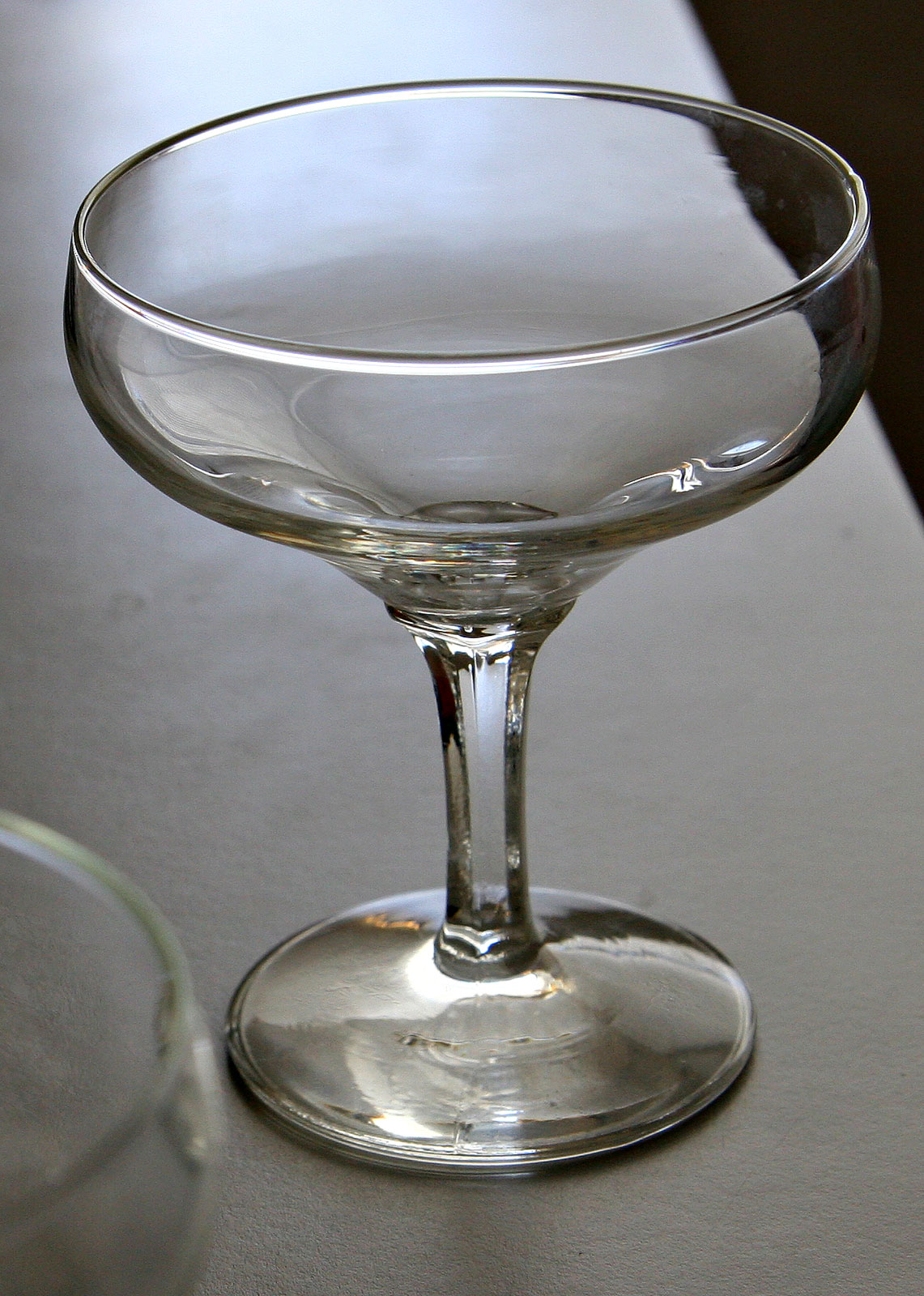
Copa champañera vacía.

La copa champañera o de champán es una copa con una boca ancha y un cáliz poco profundo. Por lo general, puede contener entre 180 y 240 ml de bebida. Se usa en particular para el champán y otros vinos espumosos. Se debe distinguir de la flauta de champán, que es una copa más estilizada, es decir, más larga que ancha.  
También es conocida como seno de María Antonieta, ya que se cuenta que la reina María Antonieta, esposa de Luis XVI de Francia, mandó moldear una copa con la forma de su seno izquierdo. Sin embargo, esto es un mito ya que la copa aparece registrada en Inglaterra más de un siglo antes, en 1663. La copa champañera estuvo de moda en Francia desde su introducción en la década de 1700 hasta la década de 1970, y en los Estados Unidos desde los años 1930 hasta los 1980.

## Usos
Originalmente se utilizaba principalmente para el champán, aunque en la actualidad, su uso se está reorientando hacia cócteles como el daiquirí y otros tragos con hielo picado. Debido a su elegante diseño, es frecuente encontrarla en eventos de lujo como fiestas cóctel. Sin embargo, su boca tan ancha hace que las burbujas del champán se disipen enseguida, lo que obliga a los consumidores a beberla más rápidamente. Por ello es preferible beber los espumosos en una flauta. Por protocolo social, la copa de champán se sirve en la mesa, mientras que la flauta de champán se reserva para eventos de pie o fuera de las comidas, aunque esto no es estricto.
Además, la copa champañera a menudo se usa como sustituta de la copa martinera, debido a la tendencia de esta última a derramar su contenido.